# Atomaria parviceps
Atomaria parviceps là một loài bọ cánh cứng trong họ Cryptophagidae. Loài này được Notman miêu tả khoa học năm 1921.